# Czapáry Endre
Czapáry Endre (Alibánfa, 1922. július 31. – 2018. augusztus 16.) a budapesti Apáczai Csere János Gimnázium és a győri Révai Miklós Gimnázium matematika-fizika szakos tanára.

## Életpályája
A Révai Miklós Gimnázium és Kollégium matematika-fizika szakos tanára. Tankönyvíró szakmai életútja, a fiatalok oktatása-nevelése területén végzett fél évszázadot is meghaladó, magas színvonalú pedagógusi elhivatottsága, tudományos tevékenysége, a Bolyaiak szellemi hagyatékának kutatása, gondozása terén elért eredményei, a több nemzedék tanításán át a város szellemi potenciáljának növelése érdekében végzett munkája elismeréseként érdemelte ki 2014-ben a Pro Urbe Győr díjat.

## Díjai, elismerései
- Apáczai Csere János-díj (1981)
- Beke Manó-emlékdíj (1954, 1984)
- Győr Oktatásügyéért díj
- Rátz Tanár Úr-életműdíj (2003)
- Győr Pro Urbe díjasa (2014)